# 斯特鲁馬河擬白魚
斯特鲁馬河擬白魚（学名：Alburnoides strymonicus）為輻鰭魚綱鯉形目雅羅魚科擬白魚屬的其中一種，分布於歐洲保加利亞、北馬其頓及希臘的斯特鲁馬河流域，體長可達8.3公分，棲息在河川底中層水域，生活習性不明。

## 扩展阅读
維基物種上的相關：斯特鲁馬河擬白魚